# Mentuhotep I.
Mentuhotep I. je považován za zakladatele 11. dynastie. Jelikož z jeho vlády nemáme žádné pozůstatky, vyvstává možnost, že za svého života byl pouze thébským nomarchou a až jeho potomci ho, získavše trůn, označili za faraona a zakladatele. Někdy bývá zmiňován jiný thébský nomarcha, jenž byl snad jeho otcem, Antef Starší. V královském listě Thutmose III., pocházejícího ze „síně předků“ v Karnaku, byl nazván jako nomarch. Po něm nastoupil Antef I.